# Novodneprite
La novodneprite è un minerale approvato dall'Associazione Mineralogica Internazionale (IMA) nel 2005 scoperto nel giacimento di Novodneprovskoe nel Kazakistan. Il nome deriva dal luogo di ritrovamento.